# Thomas Robins
Thomas Robins é um ator da Nova Zelândia notado por suas participações nos filmes: The Lord of the Rings: The Return of the King e The Hobbit: An Unexpected Journey.

## Filmografia
- Forgotten Silver (1996)
- The Lord of the Rings: The Return of the King (2003)
- Seven Periods Whit Mr Gromsby (2005-2008)
- King Kong (2007)
- The Hobbit: An Unexpected Journey (2012)